# 桐原明良
桐原 明良（きりはら あきら、7月22日 - ）は、日本の女性声優。東京都出身。プロダクション・エースに所属していた。

## 出演作品

### テレビアニメ
2009年
- 涼宮ハルヒの憂鬱（2009年版）（女子小学生）

2011年
- R-15（聖まりあ）

2013年
- 生徒会の一存 Lv.2（女子1）

### 吹き替え
- イン ザ スカイ[2]
- イップ 翼をもった女の子（フィーフェル[1]）
- ウィンキーの白い馬[1]
- エキストラ[2]
- 餌食（ジェニー[2]）
- ゴーストナース（エム[1]）
- Magic And War of The Dragon[1]
- 野獣ヒッチハイカー（テス[2]）
- Pieces[1]
- FANGS（アレクシス[2]）
- フルタイムキラー[2]

### ゲーム
- 花と乙女に祝福を[1]

### ラジオ
- 愛って何ですか 栃木県ラジオラマ（涼子[2]）
- ココナ4（ココナ1[2]）

### 舞台
- おかしな二人女性版[1]
- 想稿・銀河鉄道の夜[1]
- 天保十二年のシェークスピア[1]
- どん底 in JAPAN[2]
- 見果てぬ夢[1]

### 動画
- きんきゅうしゅつどう隊OSO（ニコラス[1]）